# Таврида (винодельческое предприятие)
Государственное предприятие «Таврида» (ГП «Таврида»; ранее Совхоз-завод «Таврида») — винодельческое предприятие первичного и вторичного виноделия, основанное в 1936 году. Предприятие входит в состав ФГУП ПАО «Массандра».

## История

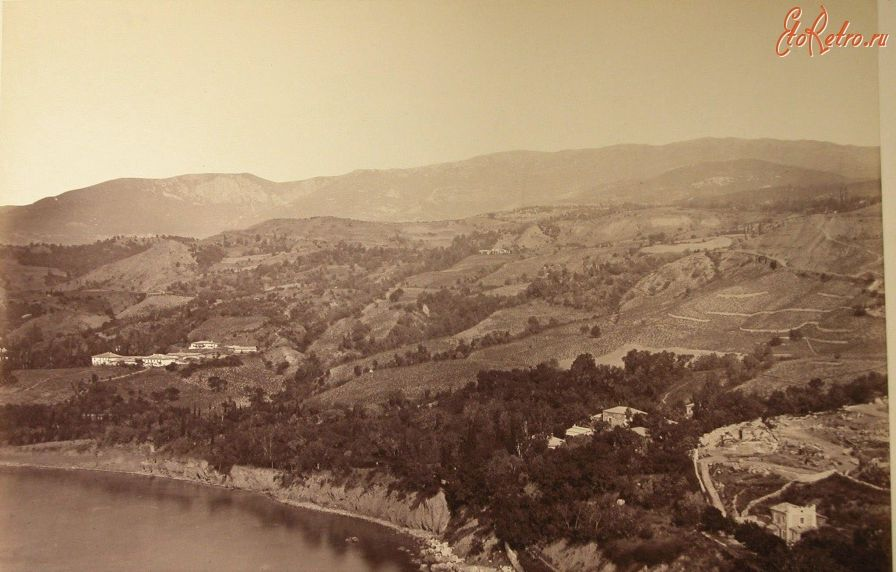
Виноградники Кучук-Ламбата, Крым, около 1910 года

В XIX веке брат таврического губернатора М. М. Бороздин первым стал использовать земли принадлежащего ему имения в Карасане, находящегося в окрестностях гор Аю-Даг и Кастель, для выращивания винограда. Площадь виноградников составляла 13 га. Бороздин Михаил Михайлович был военным деятелем времён войны с Наполеоном I, комендантом острова Мальта и командующим гвардии Сицилии.

## Образование ГП «Таврида»
Совхоз-завод был основан в 1936 году и тогда носил название «Партенит». Завод «Партенит» был собственностью совхоза «Артек».

В 1947 году завод стал независимым.

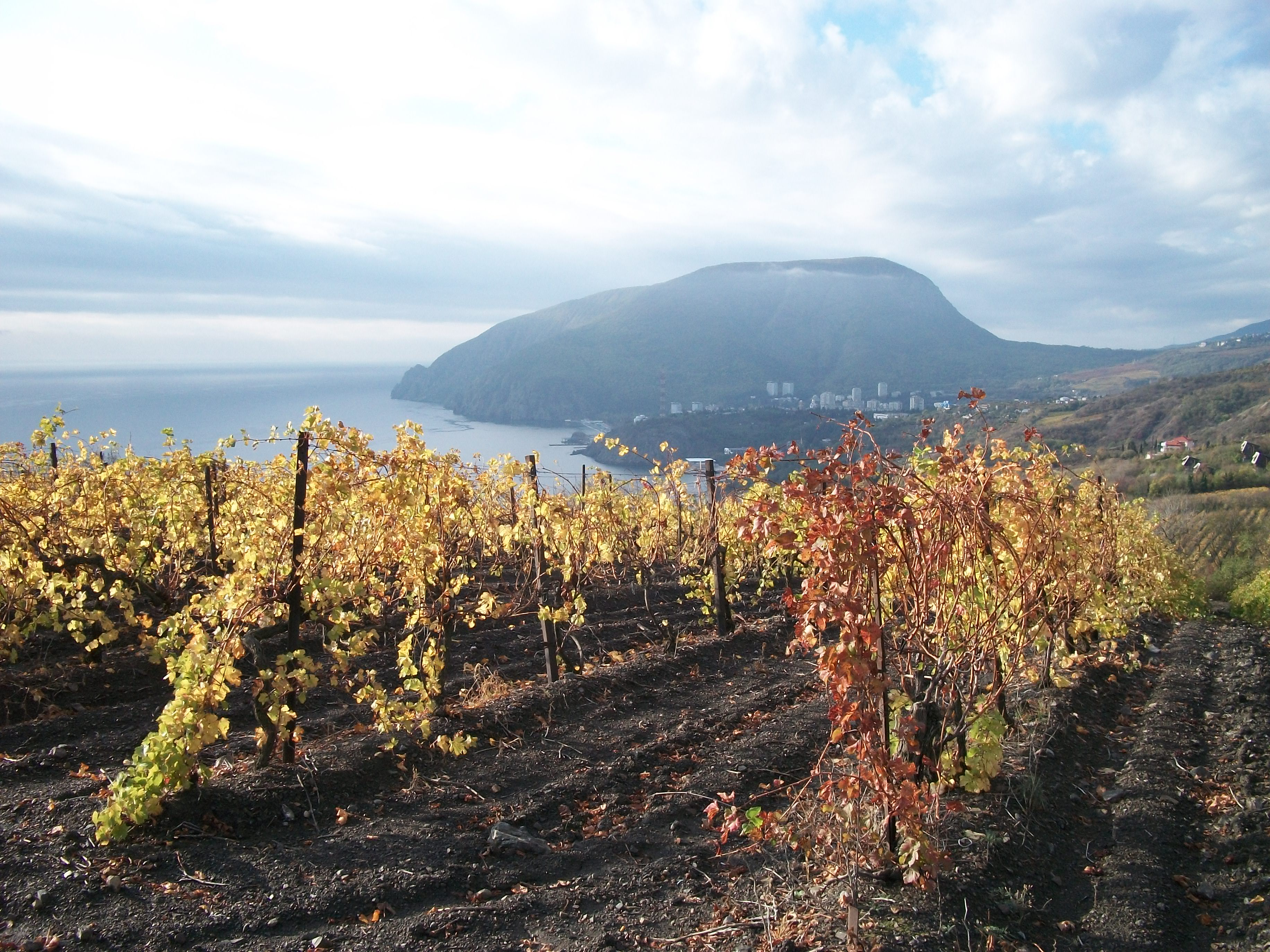
Виноградники Тавриды

В 1950 году произошло объединение завода «Партенит» с совхозом «Таврида». Объединённое предприятие получило название «Таврида». В 1944 году совхоз «Таврида» был образован посредством объединения 3-х колхозов.
В 2010 году на предприятии открыт музей, экспозиция которого посвящена истории виноделия данной местности и знакомству с этапами развития ГП «Таврида». На территории музея располагается дегустационный зал.

В настоящее время основным видом деятельности ГП «Таврида» является виноделие. Площадь насаждений винограда составляет 367 га. Общая площадь территории ГП «Таврида» составляет 720 га.

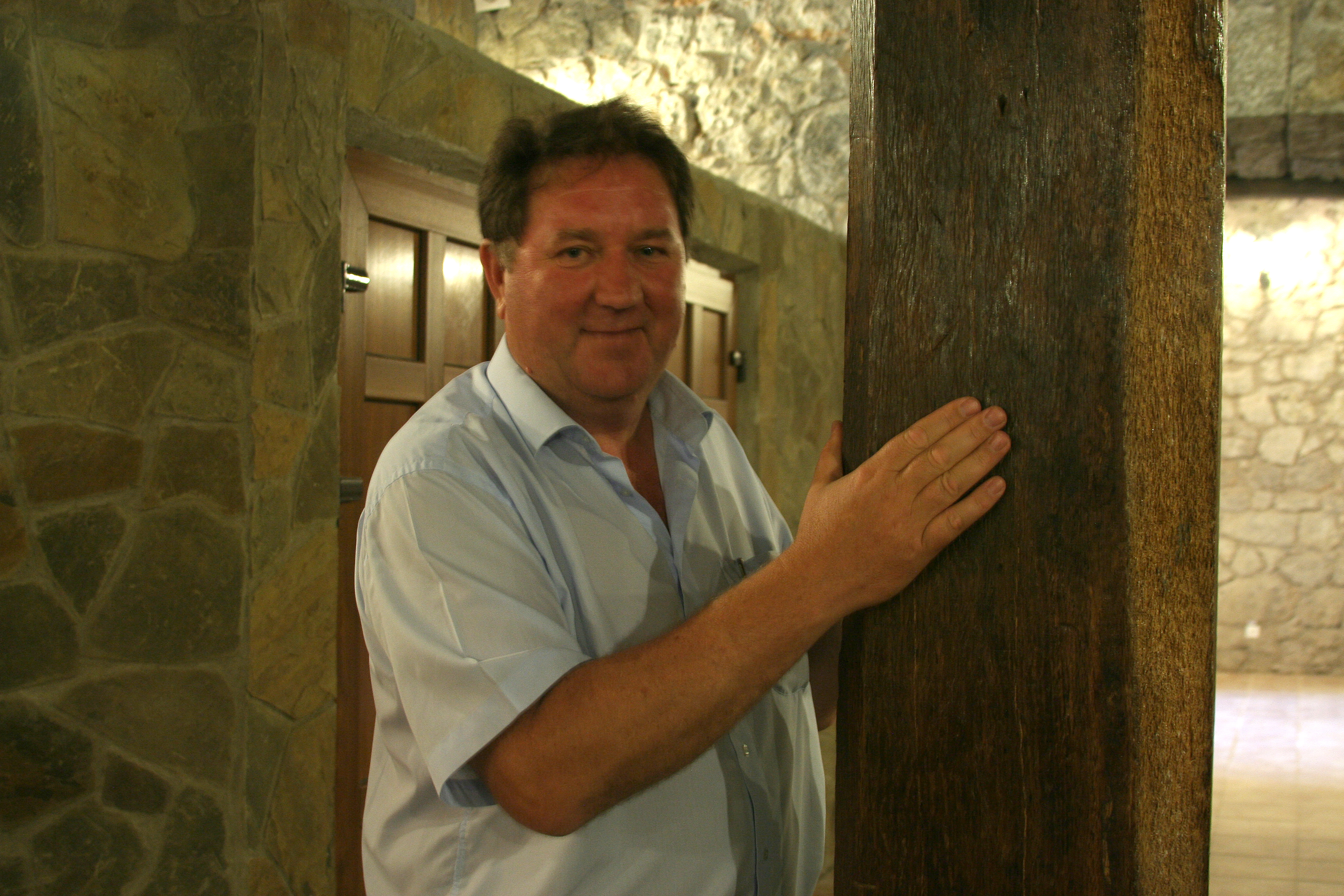
Директор ГП «Таврида», Сальников Николай Валентинович на открытии дегустационного комплекса.

Произрастает виноград следующих сортов: Алеатико, Бастардо Магарачский, Вердельо, Каберне-Совиньон, Совиньон зелёный, Мускат (белый, розовый и чёрный), Пино серый, Саперави и др.
Наряду с виноделием, на предприятии занимаются выращиванием табака «Американ Южнобережный» и фруктов. Площадь насаждений табака равна 35 га.

## Вина «Таврида»
На предприятии под собственной маркой «Таврида» выпускаются 17 вин.

### Крепкие вина
- Портвейн белый «Партенитская долина»
- Портвейн красный «Партенитская долина»
- Портвейн розовый «Партенитская долина»
- Портвейн белый Крымский
- Портвейн красный Крымский

### Десертные вина
- Бастардо «Карасан»
- Кагор «Карасан»
- Мускат «Царица Феодора»
- Мускат белый «Имение Оболенского»Общий вид дегустационного зала
- Мускат белый «Имения Раевского»
- Мускат белый «Лазурное побережье»

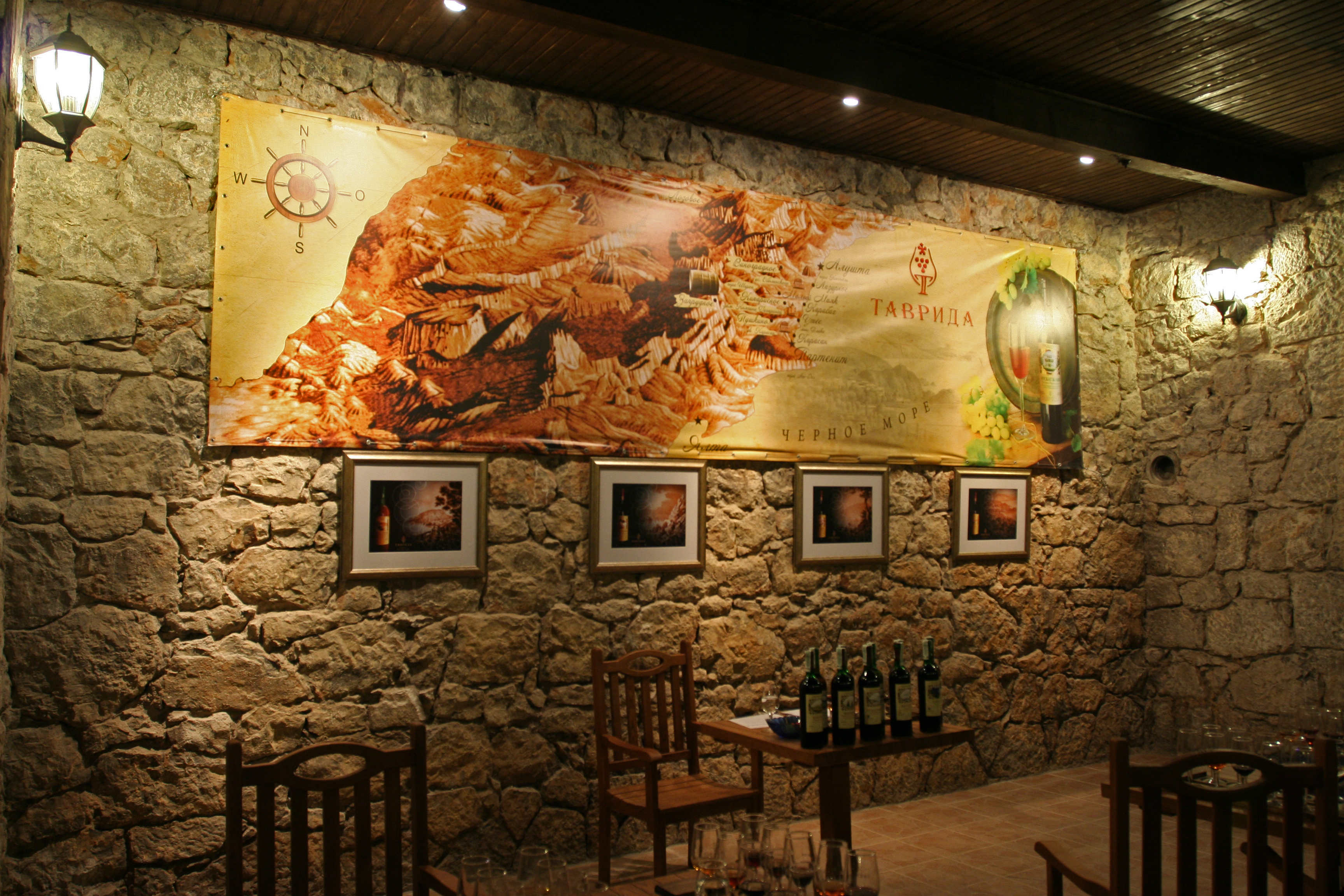
Общий вид дегустационного зала

- Мускат розовый «Партенитская долина»
- Мускат черный «Карасан»
- Пино-Гри «Имения Раевского»
- Пино-Гри «Мыс Плака»

### Столовые сухие вина

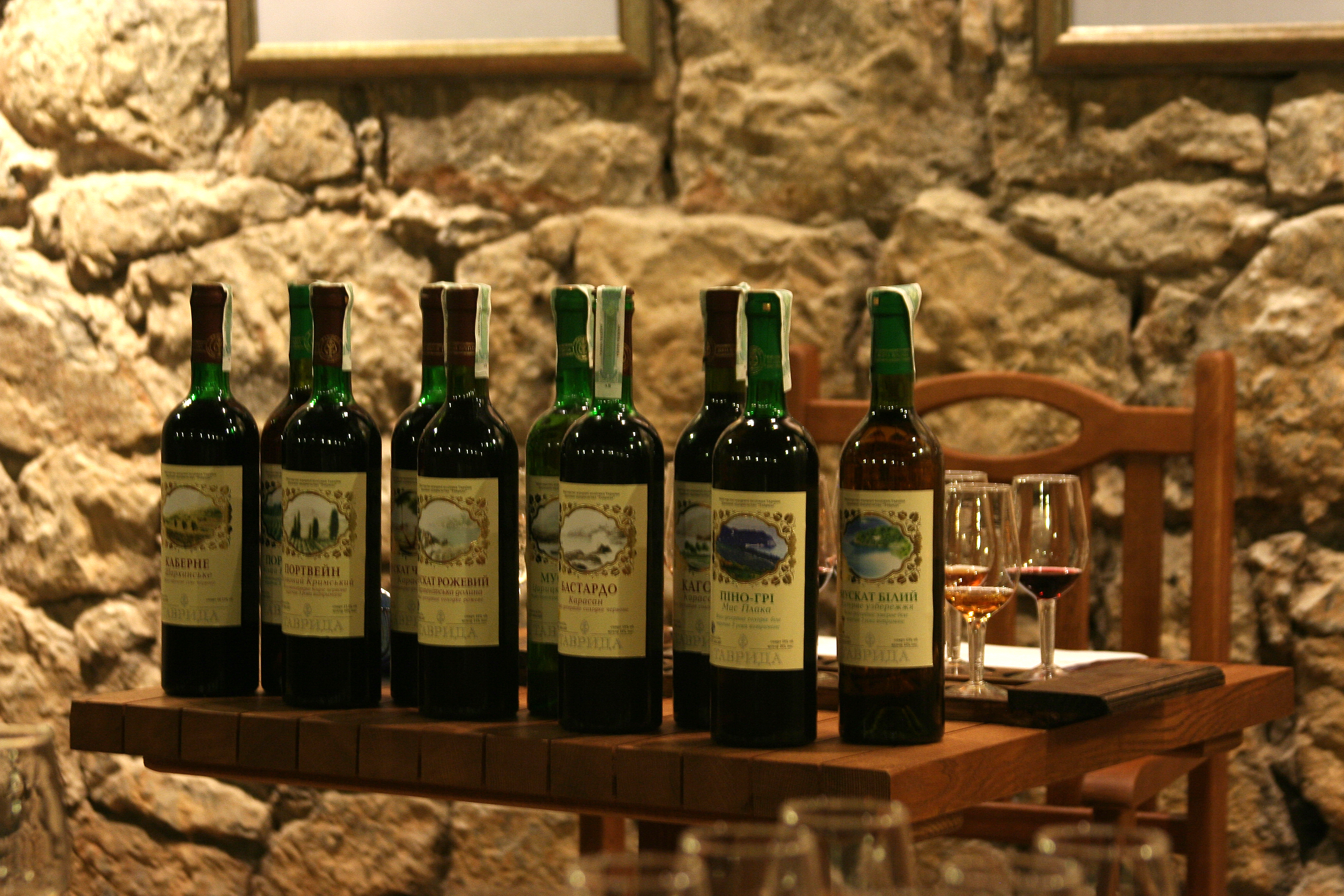
Вина "Тавриды"

- Вина "Тавриды"Каберне «Шархинское»
- Столовое белое мускатное

## Вина «Массандра»

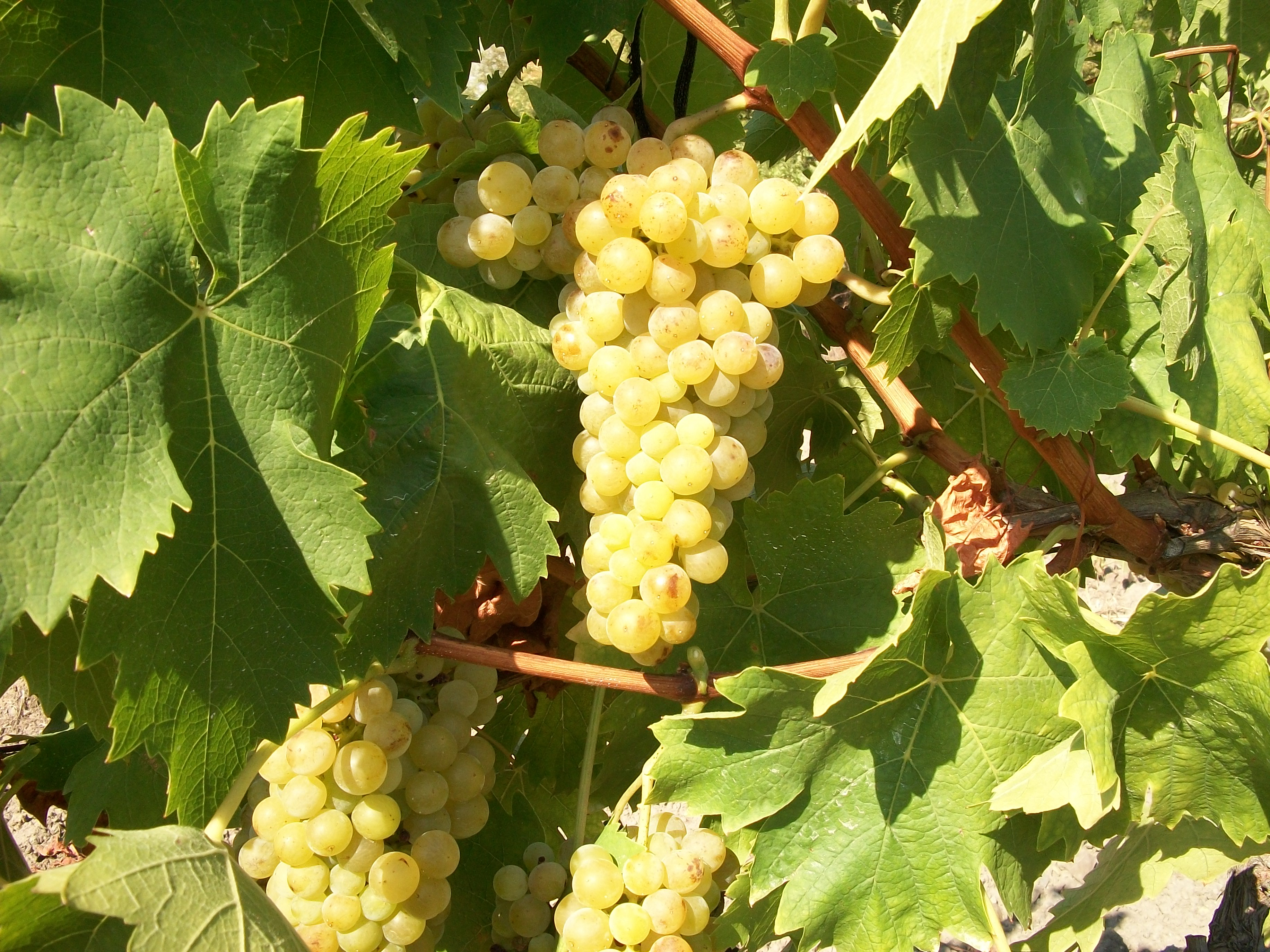
Мускат белый

На ГП «Таврида» производят несколько вин под маркой «Массандра».

### Десертные вина
- Алеатико Аю-Даг (5 золотых медалей)
- Кагор Партенит
- Мускат белый Массандра (золотая медаль)
- Мускат белый Южнобережный (12 золотых и серебряная медаль)
- Мускат розовый Массандра (золотая медаль)
- Мускат розовый Южнобережный (4 золотых и 4 серебряных медали)
- Мускат чёрный Массандра (Кубок «Гран-при», 4 золотых и серебряная медаль)
- Пино-Гри Массандра (золотая медаль)